# Brassia maculata
Brassia maculata es una especie de orquídea epifita y ocasionalmente litofita originaria de América. 

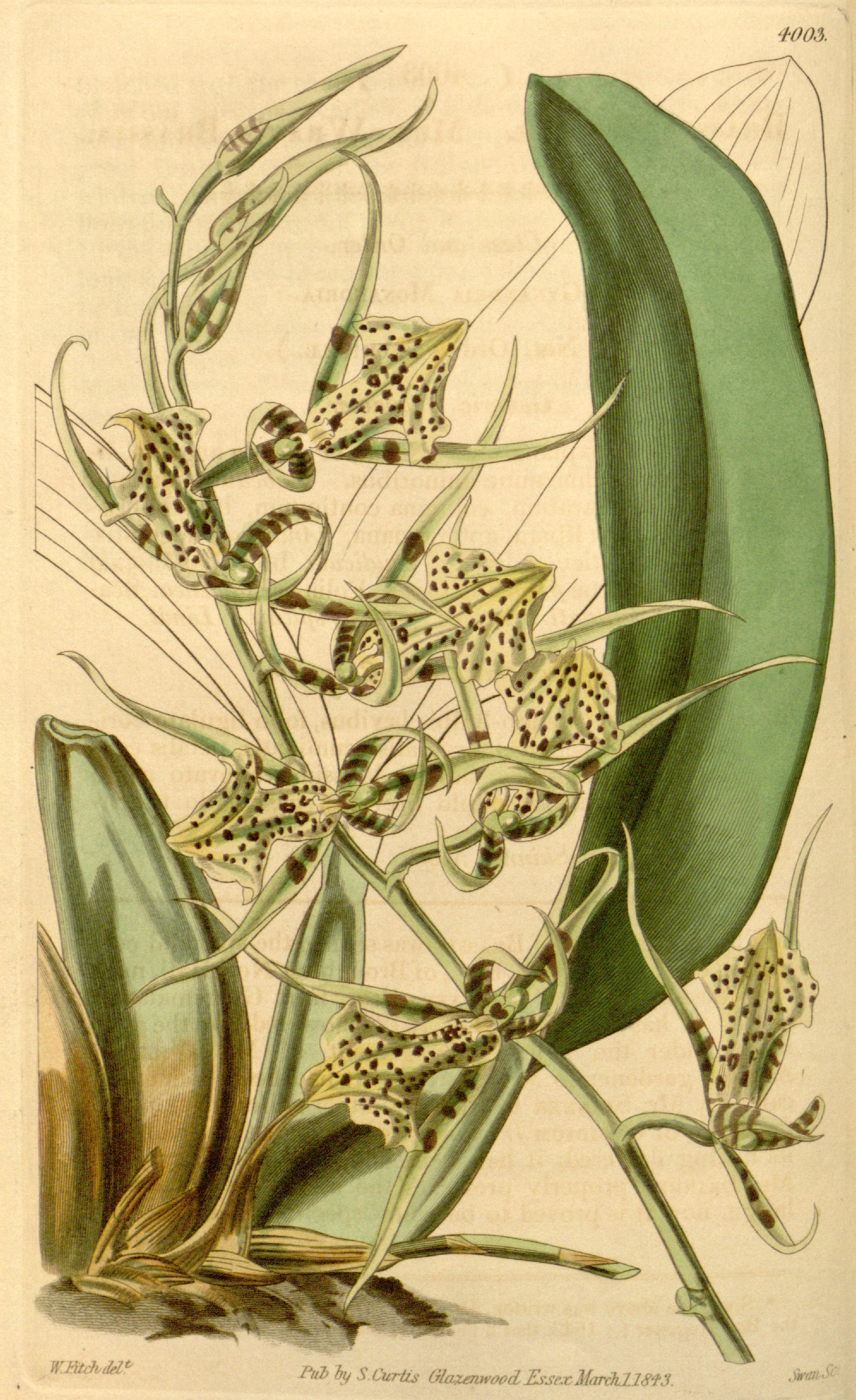
Ilustración

## Características
Es una especie epífita de tamaño mediano que prefiere el clima cálido, con hábitos de epifita y ocasionalmente litofita y con pseudobulbos ovoides a oblongo-elípticos, comprimidos por viejas y grises fundas basales y que llevan 2 hojas apicales, oblongo-liguladas, coriáceas, agudas u obtusas, conduplicadas abajo en la base peciolada. Florece en la primavera en una inflorescencia de 90 cm de largo, con pocos para muchas flores que surge de un pseudobulbo maduro con, envolturas tubulares  y grandes flores fragantes, cerosas y de larga duración. Hacen bien en cestas o macetas con una mezcla abierta que proporcione un buen drenaje.

## Distribución y hábitat
Se encuentra en Belice, Honduras, Guatemala, Cuba y Jamaica que comúnmente crece en el  detritus sobre rocas a altitudes inferiores a 750 metros.

## Taxonomía
Brassia maculata fue descrita por Robert Brown en Hortus Kewensis; or, a Catalogue of the Plants Cultivated in the Royal Botanic Garden at Kew. London (2nd ed.) 5: 215. 1813.
Etimología
El nombre del género Brassia (abreviado Brs.) fue otorgado en honor de William Brass, un ilustrador de botánica del siglo XIX.

maculata: epíteto latino que significa "manchada".
Sinónimos
- Brassia guttata Lindl.
- Brassia maculata var. guttata (Lindl.) Lindl.
- Brassia wrayae Skinner ex Hook.
- Oncidium brassia Rchb.f.[4][5]